# OŚ AZS Łódź
OŚ AZS Łódź – jednostka organizacyjna Akademickiego Związku Sportowego z siedzibą w Łodzi. Jest jedną z 17 organizacji środowiskowych AZS działających na terenie kraju.

## Barwy i gryf
Jednostka używa barw, flagi i znaków organizacyjnych AZS. Barwami jednostki są: kolor biały i zielony. Godłem jednostki jest biały gryf na zielonym polu.

## Działalność
OŚ AZS Łódź działa w środowisku młodzieży akademickiej i szkolnej na terenie Łodzi oraz województwa łódzkiego.
W OŚ AZS Łódź zrzeszone są kluby uczelniane AZS, kluby środowiskowe AZS oraz środowiskowe sekcje sportowe AZS z Łodzi oraz województwa łódzkiego.

## Zrzeszane jednostki

### Kluby uczelniane
- AZS Uniwersytet Łódzki
- AZS Politechnika Łódzka
- AZS UM Łódź
- AZS AHE Łódź
- AZS SAN Łódź
- AZS PWSZ Skierniewice